# Sericite

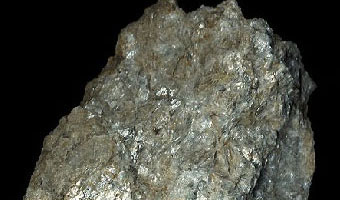
Un esempio di sericite

La sericite è una varietà a grana fine dei minerali muscovite e paragonite.

## Etimologia
Il termine "sericite" rimanda al concetto di sericoltura, la produzione di seta grezza. Infatti deriva dal latino sericus, che vuol dire "seta", la quale veniva inizialmente prodotta in oriente, in territori ricchi di sericite, minerale di lucentezza pari a quella della seta.